# Hollywood (canción de Michael Bublé)
«Hollywood» (originalmente titulada "Hollywood Is Dead") es una canción por el cantante canadiense pop Michael Bublé. Es el quinto sencillo de su álbum Crazy Love, y es el primero de su relanzamiento, que fue lanzado el 25 de octubre de 2010. "Hollywood" fue lanzado en todo el mundo el 7 de septiembre de 2010. Debutó en Billboard Hot 100 en la posición quincuagésima quinta, con 46 000 descargas digitales en su primera semana. Presentó "Hollywood" en The X Factor (Reino Unido) el 31 de octubre. También presentó la canción en vivo en The Today Show el 28 de noviembre y en The Tonight Show with Jay Leno el 12 de diciembre.

## Antecedentes
Bublé describió esta canción al ser su "declaración en la cultura de la celebridad," diciendo "Las personas harán cualquier cosa por sus 15 minutos de fama, y tienes que recordar quién eres y por qué lo querías. Al final del día, deberías ser cuidadoso: Quizás puedas obtener lo que has deseado."
"Hollywood" fue planeada originalmente para el tercer sencillo de Crazy Love y se informó que se lanzará como sencillo en una fecha después debido a que la canción no se ajustaba al álbum temáticamente o estilísticamente.

## Vídeo musical
El vídeo musical fue lanzado el 27 de septiembre de 2010 y estuvo dirigido por Rich Lee. Muestra a Bublé caminando en Hollywood y mirándose a sí mismo parodiando diferentes personajes y celebridades, como James Dean conduciendo su Porsche 550 Spyder, Clint Eastwood como vaquero en The Good, The Bad, and The Ugly, un hombre del espacio, y Justin Bieber, que Bublé describió en su página web como "un tributo cariñoso" al cantante canadiense. El vídeo con la letra fue lanzado el 10 de septiembre de 2010. USMagazine.com estrenó detrás de escenas del vídeo musical el 5 de octubre de 2010.

## Lista de canciones
| Digital Download (U.S.) |             |                                |          |  |
| N.º                     | Título      | Escritor(es)                   | Duración |  |
| 1.                      | «Hollywood» | Michael Bublé, Robert G. Scott | 4:13     |  |

| European CD Single / Digital Download(U.K.) |                  |                                             |          |  |
| N.º                                         | Título           | Escritor(es)                                | Duración |  |
| 1.                                          | «Hollywood»      | Michael Bublé, Robert G. Scott              | 4:13     |  |
| 2.                                          | «Mack the Knife» | Marc Blitzstein, Bertolt Brecht, Kurt Weill | 3:20     |  |

| Industry-Only Promo CD |                                |                                |          |  |
| N.º                    | Título                         | Escritor(es)                   | Duración |  |
| 1.                     | «Hollywood» (Radio Edit)       | Michael Bublé, Robert G. Scott | 3:35     |  |
| 2.                     | «Hollywood» (Versión de álbum) | Michael Bublé, Robert G. Scott | 4:18     |  |

## Listas
| Lista (2010/2011)               | Posición máxima |
| ------------------------------- | --------------- |
| European Hot 100 Singles        | 33              |
| US Billboard Adult Contemporary | 6               |